# علی‌اصغر سرتیپ‌زاده
علی‌اصغر سرتیپ‌زاده (۱۲۷۶ تبریز - ۱۳۴۲ تبریز) سیاستمدار دوره قاجار و پهلوی و نماینده تبریز در دوره چهاردهم مجلس شورای ملی بود.

## خانواده
از خانواده‌ای نظامی در کوی نوبر تبریز به دنیا آمد. اجدادش را نادر شاه از طالش به آذربایجان کوچانده بود. مؤسس خانواده قاسم خان امیرتومان بود که در عهد فتحعلی شاه به خدمت قشون قاجار درآمد. گورستان قاسم خان تبریز که بعدها دبیرستان پسرانه منصور (طالقانی فعلی) در محل آن تأسیس شد، وقف همین قاسم خان بود. نوه‌اش محمدآقاخان سرتیپ در محاصره هرات شرکت داشت. علی‌اصغر سرتیپ‌زاده نوه محمدآقا خان سرتیپ بود. پدرش میرزاعباسقلی خان، در زمان کودکی او درگذشت و ثقةالاسلام تبریزی بنابه وصیت پدرش، سرپرستی او را به عهده گرفت.

## فعالیت سیاسی
سرتیپ‌زاده در معلم‌خانه (مدرسه) کمال درس خواند که متعصبین به آن هجوم بردند و تاراجش کردند. پس از روی کار آمدن نظام مشروطه به حزب اجتماعیون عامیون پیوست. پس از اینکه شجاع‌الدوله بر آذربایجان حاکم شد، خود را مخفی ساخت و از مخفی‌گاه روزنامه ای به نام انصاف انتشار می‌داد. پس از ورود عثمانی‌ها به تبریز از مخفی‌گاه خارج و با شیخ محمد خیابانی همراه شد.
در زمان جنگ جهانی اول که قشون روسیه در آذربایجان حضور داشت، سرتیپ‌زاده دو بار توقیف شد و پس از آزادی دیگر نتوانست در تبریز بماند و به تهران رفت. از آنجا به مهاجرین پیوست که در کرمانشاه دولتی با حمایت آلمان و عثمانی تشکیل دادند و با نیروهای روسیه و انگلیس می‌جنگیدند. با عقب‌نشینی آلمان و عثمانی و سقوط این دولت به استانبول کوچید. سه سال بعد همراه با سلیمان میرزا به ایران برگشت. در کرمانشاه انگلیسی‌ها سلیمان میرزا را بازداشت کردند اما سرتیپ‌زاده موفق به فرار شد.
سرتیپ زاده در تبریز فعالیت خود را از سر گرفت و این بار مورد تعقیب عثمانیها واقع شد. پس از آنکه قشون عثمانی آذربایجان را تخلیه کرد، به قیام شیخ محمد خیابانی پیوست. پس از قیام خیابانی با شورش لاهوتی همراه و رئیس نظمیه تبریز شد. با سرکوب این شورش به روسیه رفت و هشت ماه آنجا ماند تا به ایران برگشت.
سرتیپ‌زاده از مخالفان رضا خان سردار سپه بود. با به سلطنت رسیدن او از فعالیت سیاسی دست برداشت و به تجارت مشغول شد اما از سوء ظن شهربانی در امان نماند. توقیف و به تهران فرستاده شد و به مدت هشت ماه در بازداشت به سر برد.
وقتی که قضیه کشف حجاب در سال ۱۳۱۴ پیش آمد، سرتیپ زاده که هوادار آزادی زنان بود به این شیوه کشف حجاب اجباری اعتراض کرد و باز دستگیر شد. این بار هجده ماه در زندان قصر به سر برد و پس از آزادی نیز تحت نظر بود تا شهریور ۱۳۲۰ که رضا شاه از سلطنت کناره گرفت و فضای باز سیاسی حاکم شد.

## نمایندگی مجلس
سرتیپ‌زاده پس از ورود نیروهای متفقین به ایران و کمبود خواروبار به ریاست کمیسیون خواروبار تبریز برگزیده شد. همچنین به حزب توده پیوست اما پس از شش ماه از حزب برید و به مخالفت با آن برخاست تا اینکه ارتش شوروی او را دستگیر و تبعید کرد. سرتیپ‌زاده به تهران رفت و با شاه دیدار کرد. در انتخابات دوره چهاردهم مجلس شورای ملی در سال ۱۳۲۲ شرکت کرد و به نمایندگی تبریز انتخاب شد.
در سال ۱۳۲۴ که فرقه دموکرات در آذربایجان حکومت خودمختار برقرار کرد، سرتیپ‌زاده در مخالفت با فرقه فعالیت کرد که سبب شد پیشه‌وری اموالش را در تبریز مصادره کند. پس از سقوط حکومت فرقه دموکرات در انتخابات دوره پانزدهم نیز نامزد نمایندگی شد اما موفق نشد به مجلس راه یابد. در دوره بعد (شانزدهم) بار دیگر به نمایندگی تبریز انتخاب شد.